# ナニワ金融道
『ナニワ金融道』（ナニワきんゆうどう）は、青木雄二による作品で、1990年から『モーニング』（講談社）にて連載された日本の漫画。1996年からフジテレビでドラマ化され、スペシャルドラマとして放送された。2005年と2022年に映画化された。

## 概要

### 作品の概要
ナニワ金融道は、1992年に講談社漫画賞を受賞したほか、1998年手塚治虫文化賞マンガ優秀賞受賞作品。2020年11月時点で累計発行部数は1600万部を突破している。
作者の青木雄二が2003年に肺がんで没後、2007年から続編にあたる『新ナニワ金融道』が2013年まで連載され、2014年からその続編『新ナニワ金融道R』が2016年まで連載された。2016年以降、現在は『グランドジャンプ』（集英社）にて『ザ・ナニワ金融道』を連載・終了。またスピンオフ作品として『新ナニワ金融道外伝』とその続編となる『新ナニワ金融道外伝ファイナル』、帝国金融の社員・桑田澄男を中心に名物社員たちの日常を描いた『ナニワ金融道的な日常』がある。

### ストーリー
商都大阪を舞台に、マチ金（消費者金融）会社「帝国金融」（セリフ中ではこの表記、看板等では「帝國金融」）の営業マン灰原達之と、借金にまつわる因業深い人間模様を描いた作品。連帯保証人になった彼氏の借金の肩代わりをしてソープ嬢になる女、ご祝儀を盗まれてしまい穴埋めに奔走したあげく取り込み詐欺に手を出し破滅する男、詐欺的先物取引で全てを失う小学校教頭、法律の網の目をかいくぐる闇金融業者、更にはライバル企業との対決など、様々な人間や社会の裏表を描く。青木雄二の独特なアクのある絵が読者に強いインパクトを与え、人気作となった。最初は5週程度掲載される予定であったが、第1回目の掲載時に読者から多大な支持を得て連載が決定した。
作中では舞台となった大阪に合わせ関西弁（主人公の灰原だけは東京弁）や、ステレオタイプな大阪として猥雑な雰囲気を描いている。
舞台となる地名、背景に登場する看板や物などに独特の名づけられ方がされているのも特徴で、連載当時の社会事象・事件等を茶化したものや、猥雑な文字列が容赦なく多用されている。登場人物の名前も多くはこの方法で名付けられているが、帝国金融の社員たちにはこの演出が適用されず、ごく一般的な名前が付けられている（ただし、読売ジャイアンツの選手名をもじった名前である）。また住所の番地や車のナンバーなど、数字が絡むものには頻繁に893（＝ヤクザ）という文字列が使用されている。
- 「ミナミのセンズリ銀行」こと「銭田掏二朗」※下記「主要登場人物」参照
- バブル景気で一山当てた「肉欲企画」と、その社長「肉欲棒太郎」
- 一流企業「巨大長商事」の社長「巨根三郎」

これらは生の修羅場を容赦なく活写することへの青木の強いこだわりの賜物である。『罪と罰』に強い影響を受けていると考えられている。表向き綺麗な看板でも現実にしていることは薄汚いことを主張するため、逆に作中の看板には猥雑な文字列を堂々と使用している。しかし『BSマンガ夜話』で取り上げられた際に、看板の映ったコマを（画面に映し出すことは問題なかったものの）出演者同士で「あまり口に出して読まないように」と互いに注意しあったという逸話がある。

## 登場人物

### 帝國金融関係の人物
主人公である灰原と社長である金畑、顧問弁護士の悪徳を除き読売ジャイアンツの選手の苗字で統一されている。
灰原 達之（はいばら たつゆき）
主人公。勤めていた印刷会社（TVドラマでは焼肉屋）が倒産し、再就職先として金融業を志すが、過去に前の職場の社長の頼みで金融会社から借り入れしていた経験があったため、「まともな金融屋」には採用されなかった。しかし「これを最後の賭け」として面接に行った「株式会社帝國金融」で、追い込み（貸した金の取り立て）に遭遇し、成り行きから見学を兼ねて現場に同行することになる。そこで金を借りてしまった者の末路を見つつも「これほど本音で仕事する業種は他にない」と金融業を自分の天職に決め、大阪一の金融屋を目指す。初めは金融業にしては情に流され甘いところが見られたが、様々な葛藤や裏切りを経験し、図太い精神を身に付けていく。しかし、最後まで所々に残る「甘さ」も彼の持ち味となっている。作中にて関西出身（ただし本籍地は岡山県。実写ドラマ版では九州出身に変更されている）として描かれているが、関西弁を用いず、共通語で会話する唯一の主要キャラクターである。苗字の由来は、出身地の弓削町→久米南町で中華料理店「レストランはいばら」を経営していた担当編集者の高校時代の同級生の苗字。作中序盤で桑田と共に「関西一の金融屋になる」という誓いをしている。灰原が迷った時は桑田がそのことを口にして彼を立ち直らせるのが常道となっている。実写ドラマ版では焼肉店に勤めていたが、食事に来ていた帝国金融の金子、桑田から焼肉店が長く無いことを告げられている。
作中中盤ではマルチ商法の親ネズミこと枷木に出資し、彼を支援することでタイヤ会社ヒビワレックスから独立させもうけさせることで利益を得ようと考えるが、担保がないため金畑社長から断られ、それでも食い下がったので「ベンチャーに出資したければ自分でやれ」と厳しく説教されてしまう。「尊敬できる仕事相手がいた時は充実していた」「相手を破滅させるための仕事じゃない仕事ができたら自分の生きがいだと思う」と胸の内を朱美に語っている。
桑田 澄男（くわた すみお）
入社したての灰原の教育係を勤めた先輩のベテラン金融マン。作品中盤では灰原とよくコンビを組んでいた。出っ歯でパンチパーマに粗野な大阪弁、荒っぽい態度と見た目はヤクザそのもので、実際に声を掛けた女性にヤクザと誤解されて逃げられることもあった。灰原たち後輩への面倒見がよく、時にはひょうきんな所も見せる。しかし借金の回収のためには非情な事でも抵抗なくこなし、証拠が残らないような公文書偽造教唆をしたり、保証人の女性を業界用語で言う「風呂に沈め（ソープランドに売った）」たりする。相手が後輩でも容赦せず、灰原が失敗して詐欺に遭った時は、灰原にも責任を負わせるべく約束手形に裏書させたりした。そこまで厳しくする理由については「追い詰められたら玄人より素人のほうがえげつない真似をする」というもの。騙されて恋人の借金を背負わされた元ソープ嬢の交際相手がいる。ドラマ版での口癖は「最高裁判所の裁判長かて「そら払わなアカン!」ていいまっせ」。
元木（もとき）
帝国金融社員。坊主頭でこれまたヤクザのような外見である。するどい観察眼を持っている。またひょんなことからティッシュ配りのアルバイトをしていた灰原を目撃し、困窮した彼が会社の金に手をつけていると誤解された件では、「もし会社の金に手をつけているなら深みにはまらないうちに処理したほうが灰原のためだ」と内心考えながら何もしていないことを祈る一面も見せた。家族は妻と子供が二人。
高山（たかやま）
帝国金融のナンバー2で、部長。社員を直接仕切る管理職で、面倒見は良いが、よく怒鳴るなど厳しい面もある。桑田と同じくパンチパーマで、常に三白眼と、こちらもヤクザのようである。
吉村 定雄（よしむら さだお）
途中入社の新人だが年齢は灰原より上の30代。司法書士を目指しており、以前勤務していた法務事務所の倒産に伴い入社。大人しく几帳面で、法的書類の作成等で活躍。登場当初こそ怒鳴りつけられて落ち込むなど気の弱さが目立ったが、徐々に自分の役目を果たせるようになった。1人担当の仕事も描かれた。所帯持ちで、妻と2人の子がいる。当初、受験勉強のため週3回のパートタイマー勤務として入社した。ドラマ未登場。
金畑 金三（かねはた きんぞう）
帝国金融の社長。海千山千の大ベテランで広い人脈を持つ。性格は温厚だが、決して情に流されず常に社員をコントロールしている。また、ベンチャー企業への融資を提言し、やや身をわきまえぬ発言をしてしまった灰原に怒りをあらわにしたが、その後灰原を自分の後継者でもあるかのように諭す場面もあった。よほどの大事でないと直接事態を解決するために登場しない。その中で数少ない出番ながらも、作中では全ての問題を如才なく解決し、豊富な人脈と強いカリスマ性を印象付けている。家族は妻と息子と娘。ドラマ版では金子高利（かねこ たかとし）という名前になっている。
悪徳 栄（あくとく さかえ）
帝国金融の顧問弁護士。自称ハーバード大学卒。金畑社長とは旧友で、帝国金融内でトラブルがあった際には必ず頼りにされている存在。灰原たちは「眉唾臭い話」といっているが、過去にはプロ野球の契約問題にも関わった事もあるらしい。報酬は法外であるが、夜逃げしたテナントのビルオーナーに圧力をかけたり、灰原の釈放を手助けしたりと着実に仕事をこなしていた。一方で自分を大きく見せる性格のようで、専門外の海事の案件を手掛けた時には知識不足から灰原たちを窮地に追い詰めてしまったこともある。

### その他の主要人物
市村 朱美（いちむら あけみ）
灰原の恋人となる女性。美しい容姿を持ち、年齢は20代半ば。ヤクザと付き合い、相手に合わせて全身に刺青を入れるまでに入れあげるが、言われるがまま詐欺の片棒を担がされた上に妊娠し、男が逃げたことから妊娠中絶を行った過去がある。その時に親が肩代わりした借金の返済のため帝国金融のビルに入居した広告代理店「誇大広告社」に勤めており、ひょんなことからそこでアルバイトをすることになった灰原と知り合い、お互いに惹かれていき、付き合い始めた。しっかり者で灰原をサポートする。銭田との対決の際に灰原がヤクザと揉めた時、拉致監禁されるが、市村を強姦しようとしたヤクザ3人と渡り合い自力で脱出した豪胆さの持ち主。ドラマ版では1回限りの登場で、自らの仕事に疑念を抱きつつ恋人商法で次々とカモになった男に高価なアクセサリーを購入させており、危うく灰原も罠にはまりそうになるが寸での所で見破り、恋仲となる。続編ではアイロン掛けが上手かったことが分かる。
泥沼 亀之助（どろぬま かめのすけ）
灰原の顧客。恩のある先輩の結婚式で祝儀詐欺の被害に遭い、帝国に融資を申し込んだ。帝国からの借金はクレジットカードを使い完済するも、借金は増え、行き詰る。無計画な借り入れとその場しのぎの返済繰り返すさまは自転車操業であり、まさに泥沼にはまっていくようであった。その結果思いつきで始めた取り込み詐欺により、警察に逮捕される。後に、朱美にからんできた朱美の元恋人のチンピラとの喧嘩で留置されることになった灰原とたまたま拘置所で再会し、灰原に罪をなすりつけようとした。ドラマ版では全ての話に登場し、「いい金儲けのアイディアを思いついた」と言ってはしつこく付きまとい灰原に煙たがられている。
肉欲 棒太郎（にくよく ぼうたろう）
『肉欲企画』という不動産会社（実態は地上げ屋）を経営する青年実業家。ネーミングから連想されるような色魔や好色漢ではなく、頭脳明晰なやり手の実力者で部下からも慕われている。銀行からの依頼で某所の地上げに取り組んでいたが、一部地権者との交渉が長期化し資金繰りが悪化、帝国金融の融資を受ける。その資金で地上げ途上の土地に風俗ビルを建設し、周辺環境を悪化させ地上げを有利に進めようと目論むが、建設反対を訴える地元住民グループに灰原が入れ知恵をしたことで、ビル完成間近に計画は頓挫。莫大な借金を背負い夜逃げに追い込まれる。当該ビルはその後、帝国金融が取得し本社ビルとした。その後は神戸でヤクザの舎弟となりノミ競馬の集金人を仕事にするが、再び這い上がってやるという強い意志は失われず、後に広島で妻や元社員の川井と激安チケット販売の商売に転ずる。
三宮 損得（さんのみや そんとく）
灰原の顧客で市立鈍才小学校の教頭。地元の名家三宮家の婿養子、旧姓は「御影」。立場上は名家の資産家・評判の教頭だがかなりの恐妻家で、妻の許しがなければ「パンツのヒモも買えない」レベルの厳しい金銭管理を受けており、妻に隠れて蟻地獄物産を通じての先物取引にはまってしまう。同社に対して多額の借金を抱えており、その後借金のみならずありとあらゆるものに手をつけて（愚行を重ねて）いくことになる。最後に蟻地獄物産に勧められ破滅するきっかけになる商品はプルトニウムだが、連載当時から現在に至るまでプルトニウムが商品先物として上場されたことはない。似た名称のパラジウムと混同されている可能性がある。妻の芽子（めこ）は、夫の損得や灰原らには本人の見えないところで「鬼ババ」呼ばわりされたほどの人物。夫がどうなってもいいという非情な考えの人間で、夫に暴力を振るうこともいとわず、ついには夫を離婚させて無一文で三宮家から追放した。最終的には警備員となるが、人間的に少し成長した様子が描かれる。ドラマ版では伊東四朗が演じた。小学校の修学旅行の金を使い込んだことでクビになるが退職金2000万が支払われた。しかし直後に妻に全て慰謝料として奪い取られてしまう。が、その後、灰原たちが銀行を通じて妻の預金を差し押さえたことで彼女も貧窮を味わう羽目に陥った。
銭田 掏二朗（せんだ ずりじろう）
トイチの闇金融業者。自称「ミナミの銭掏銀行（せんずりぎんこう）」。ミナミの帝王の主人公・萬田銀次郎に作者の青木がインスパイヤされて誕生したキャラクター。ミナミに自社ビルを持つ中小企業・軽薄企画の社長夫婦に融資し、アドバイスの体で自社ビルを奪おうとアコギな辣腕を振るうも別口で関わった灰原ら帝国金融と対立する。巧みな手段で一時は優位に立つが、朱美をヤクザに頼んで拉致するという手に出るも逃げられてしまい形勢逆転。最後は修羅場の末、灰原に辛酸をなめさせられた。萬田が弱者の味方で知恵を駆使するキャラクターなのに対し、銭田はとことん弱者を食らう短絡的思考の敵役キャラとなっており、明らかに使い方を間違ったような諺を使う。一馬（かずま）という舎弟を常に連れている。ドラマ版にも「ミナミの難波銀行」と呼ばれる闇金融業者・難波銀子（なんば ぎんこ）が登場し、「飯島」と名乗る部下がいる。
都沢 勝（みやこざわ まさる）
警察キャリア官僚。階級は警部補。京大法学部出身でIQが高く、学生時代はアメラグをしていたこともあり体力抜群である。住専の債権回収部署に行くことになった直属の上司である刑事部長の命によって、回収のノウハウを短期間で会得すべく帝国金融に出向することになる。抜群の記憶力を持っており計算も早く、覚えることに対して意欲的。しかし本当に「覚えるだけ」であって「本質を理解しない」ことが欠点だと落振に指摘されている。しかしわからないことは素直に質問するところは評価されていた。仕事に対する使命感は強いものの、それはあくまで自分の出世のためであり、京大に入りアメラグをやったのも「就職と出世に有利だから」という理由であるなど全てにおいて計算高く自分本位な考え方をする。そのため帝国金融の者からは良くは思われていない。当初は灰原を完全に見下していたが、彼のたくましさや金融を取り巻く人間模様の厳しさに触れ一目置くようになる。最終話では帝國金融を去るが、金箔一味を捕らえるため裁判官を騙すのに協力したという言質を録音されていたことを知り、今後も灰原とは友好関係を築かなくてはならなくなった。ドラマ未登場。
落振 県一（おちぶれ けんいち）
海事代理士。一時は河原に住み、日雇労働と川釣りで糊口をしのぐホームレス生活を送っていた。灰原が船舶検査証書と船舶国籍証書の違いを見抜けず、船舶登記詐欺にあった際に力を貸し、解決に大きく貢献する。元は大蛇地裁の書記官をしており、順調に勤め上げれば無試験で司法書士になれるところだったが、印紙の横流しがバレて辞職に追い込まれる。その後苦学して海事代理士になり、年金暮らしの母親と暮らしていたものの酒に金を使い込み、生活は困窮していた。助平でセコく、金と食いものに意地汚いが、法律の裏をかくことには異常に長けている。ジュゼッペ・アルチンボルドの「野菜」をフリーハンドで描けるという特技を持つ。詐欺解決後は帝国から受け取った協力費500万円を元に、出身地の広島県呉市で海事代理士の仕事を再開。ドラマでは、いしだあゆみが演じる女性・落振尼子に変更されている。なお、落振に関するエピソードには、田島隆が関わっている。

### その他の登場人物
古井 藤四郎（ふるい とうしろう）
再選を賭けた市議選に立候補中の現職の大蛇市議会議員であり、古井呉服店という老舗呉服店を経営。甲守（こうもり）と猫田（ねこた）という市職員を引き連れ、市に「食料費」でよく飲みに行っている。選挙費用5000万円を帝國金融から借用することになるが、対立候補の大手（おおて）に僅差で落選してしまい、家族ともども夜逃げする。
なお、その金は、桑田が手形に裏書させた甲守と猫田が、存在しないバーのカラ伝票を市に送ることで金を作り返済する。妻と子供が二人いる。
ドラマ版では、性別や名前が変更となっており、室井滋演じる古井 富士子（ふるい ふじこ）となっている。
清水 好美（しみず よしみ）
大蛇社会保険事務所に勤務する公務員。妻と小学生の子2人がいる。一軒家をローンで購入したばかりで、夫婦ともども返済に追われている。通っていた「スナック下心」のママ、川田京子（かわだ きょうこ）に帝國からの借金の連帯保証人を請われ、ハニートラップにはまり承諾。後日、川田が夜逃げしたことから、レストランでアルバイトをしたり、社会保険料を滞納している業者（「寒い会社」）リストを灰原に売ったりして、その肩代わりを背負うことになる。
背口 光雄（せぐち みつお）
「南アメリカン運送」という運送会社を経営している23歳の青年。もともと岡山県の山間部出身で父は兼業農家を営んでいた。しかし父が亡くなり、母と妹の淑子（としこ）と３人で生活保護を受給して生活するが、「金を得るのに街のほうがよいだろう」と家族で大阪に転居するも、母が体調を崩すなど生活はより一層苦しくなる。高校卒業後は「キケン運輸」に就職し、社長の赤名（あかな）に運転免許などの面倒を見てもらう。
その後独立し、南アメリカン運送を設立。キケン運輸の下請けも任される。赤名に借金の連帯保証人を頼まれ、かつての恩もあったことから断れずに承諾する。しかし灰原からの入れ知恵もあり、見返りとしてキケン運輸の下請けも今後は断ると宣言する。だが元々返せなくても尻拭いさせる気であった赤名は夜逃げしてまい、560万円もの借金を肩代わりさせられてしまう。何とか妹の淑子と恋人の三宅（みやけ）律子を保証人にして毎月28万円ずつ20回で返済することで話はついたものの、運んでいた家具の下敷きになり足を複雑骨折し3か月の重傷を負ってしまったことから会社が傾いて倒産寸前になってしまう。借金が返せなくなり帝国金融に恋人の三宅が相談に行くと、桑田による脅しと説得で追い込まれた三宅は背口にも内緒でソープランドで働くことで借金の返済を目指すこととなる。
なお、関西弁ではなく標準語で話すが、時折岡山訛りが残っている（注訳が入る）。
山川 与飼夫（やまかわ よしお）
奈良県の山奥に住む兼業農家、山川家の一人息子。彼女と大阪に遊びに来ていたところ、自動車で追突事故を起こす。その事故時に、ベンツの運転者である当たり屋の腹黒 助平（はらぐろ すけべい）から全額賠償の念書を書かされたことにより、なにかにつけて難癖をつけ金を請求される羽目になる。
それと同時に彼女が妊娠してしまい、結婚を迫られる。
軽薄 一郎（けいはく いちろう）
小規模広告代理店「軽薄企画」社長。バブル期に自社ビルを購入している。2階と3階を貸していた「猫馬場塾」が夜逃げし、債権者に保証金900万円を払えと押しかけられ占拠され、その金をヤミ金融である銭田から借入。その返済のために銭田からそそのかされ取り込み詐欺や多重債務を繰り返し、従業員をだまし借金の一部の保証人にさせた上で会社を計画倒産させるが、灰原に銭田と軽薄が組んでいることを見抜かれ、無一文で夜逃げすることになる。妻と娘が一人いる。
浴田 山海（よくだ さんかい）
大阪府警察浄化警察署刑事。刑事という身分でありながら、ヒビワレックスタイヤというマルチ商法にはまり、自ら小売店となり勧誘して回っている。
ヒビワレックスタイヤの営業ビラを上司である浄化署長の自宅に配ってしまい、ビラを見てタイヤを注文した署長にばれるのを恐れた浴田は、同じく小売店をしていた灰原の彼女である市村朱美に販売を頼む。しかし結局ばれ、懲戒免職も覚悟していた浴田だが、逆に署長からにマルチ商法がどれだけ警察内部に浸透しているかの調査を命じられる。
末期 近志（まつご ちかし）
大阪・新地に「末期観光レジャービル」というビルを持つ末期観光の社長。ひょんなことから転売目的で大型クルーザーを購入することになり帝國から金を借りるが、それは後述の金箔が仕掛けた罠であり2300万ものの負債を背負う羽目になってしまう。後に灰原らと協力し金箔一味を誘き出す罠に一役買い、負債を取り戻す。
金箔 為祥（きんぱく ためよし）
新興宗教「カラス真理教」の教祖。実態は霊感商法で高い壷などを売って詐欺に掛ける悪徳宗教団体である。後述の船舶ブローカーの浦切、ミドリムシ釣具店オーナーの栗尾、ニシキヘビファイナンス社長の善井と結託して、船舶検査証書を利用し船の売買をでっち上げ、末期と帝國金融を騙して現金4000万円と1億6000万の手形を見事騙し取った。これにより灰原は桑田の機転もあり2300万の借金を肩代わりすることとなってしまう。灰原たちが仕掛けた罠にハマり、一味全員が揃ったところを捕らえられ、金畑の計らいにより善井と共に2億円差し出すことで見逃してもらえることとなった。
浦切 平基（うらぎり へいき）
船舶専門のブローカーであり、妻の光子がママを務めるスナック「ラウンジぬめり」を末期のビルで経営している。元は官僚であったが、不祥事で大阪に流れてきた過去がある。似たような背景をもつ落振とは仕事上の仲ではあるが、互いの仕事に好感をもっていない。
「カラス真理教」の幹部でもあり、義弟（光子の弟）の史浩を霊感商法で破産させている。大家である末期に対して大型クルーザーの販売をもちかけ、船舶国籍証書と船舶検査証書の違いを利用し金箔に船を二度売りする事で末期を騙すも、灰原たちが仕掛けた罠にハマって一味全員が揃ったところを捕らえられ、灰原から「それ相応の覚悟はできていますよね」と告げられて帝國金融に連行される。金箔と善井が2億円を差し出す事を承諾する場に同席したが、その後の動向は不明。尚、灰原の仕掛けた罠というのはゼロ号不渡で帝国金融でも認識されておらず起死回生の一手のように描かれているが、通常の銀行業務ではよくある不渡の形式である。
栗尾 英寿（くりお えいじゅ）
倒産寸前の釣具店「ミドリムシ釣具店」のオーナー。「カラス真理教」の幹部でもあり、金箔や浦切と共に末期社長をまんまと騙した。詐欺メンバーの中で一番の老齢。灰原たちが仕掛けた罠にハマり、一味全員が揃ったところを捕らえられ、灰原から「それ相応の覚悟はできていますよね」と告げられ帝國金融に連行される。金箔と善井が2億円を差し出す事を承諾する場に同席したが、その後の動向は不明。
善井 大三造（ぜんい だいさんぞう）
ニシキヘビファイナンスの代表者。上述の金箔の協力者であり、末期社長を罠にかけた後は「善意の第三者」として手形の割引を行い、報酬として金箔らには6000万ものの大金を渡していた。支店を大量に出しているので勢いがあると思われていたが内実は火の車であり、金箔と組んで彼の霊感商法に一枚噛んでいた。灰原たちが仕掛けた罠にハマり、一味全員が揃ったところを捕らえられ、金畑の計らいにより金箔と共に2億円差し出すことで見逃してもらえることとなった。
実写版では善本　大三郎（よしもと　だいざぶろう）という名前に変更されている。

## 書誌情報
- 青木雄二 『ナニワ金融道』 講談社〈モーニングKC〉、全19巻
  1. 1991年6月20日発売[10]、ISBN 4-06-102754-9
  2. 1991年11月20日発売[11]、ISBN 4-06-102770-0
  3. 1992年3月18日発売[12]、ISBN 4-06-102781-6
  4. 1992年7月20日発売[13]、ISBN 4-06-102792-1
  5. 1992年10月19日発売[14]、ISBN 4-06-328301-1
  6. 1993年1月19日発売[15]、ISBN 4-06-328312-7
  7. 1993年4月20日発売[16]、ISBN 4-06-328320-8
  8. 1993年7月20日発売[17]、ISBN 4-06-328331-3
  9. 1993年11月18日発売[18]、ISBN 4-06-328341-0
  10. 1994年3月18日発売[19]、ISBN 4-06-328356-9
  11. 1994年7月20日発売[20]、ISBN 4-06-328370-4
  12. 1994年11月18日発売[21]、ISBN 4-06-328390-9
  13. 1995年2月21日発売[22]、ISBN 4-06-328402-6
  14. 1995年5月19日発売[23]、ISBN 4-06-328411-5
  15. 1996年1月20日発売[24]、ISBN 4-06-328445-X
  16. 1996年8月21日発売[25]、ISBN 4-06-328476-X
  17. 1996年12月14日発売[26]、ISBN 4-06-328490-5
  18. 1997年4月21日発売[27]、ISBN 4-06-328509-X
  19. 1997年7月19日発売[28]、ISBN 4-06-328522-7

## テレビドラマ
1996年からフジテレビ系でスペシャルドラマとして放送された。主演は中居正広。小林薫、緒形拳らレギュラー陣に加え、深津絵里や篠原涼子などが各回のヒロインを演じている。ストーリーは原作をベースとしながらも、原作では全く別だったストーリーを絡ませたり、結末が原作と異なるなどのアレンジが見られる。灰原の入社までの経緯など、基本設定も若干異なっている。
配役のアレンジとしては、女性キャラがかなり少ない原作であるため、男性キャラが女性に変更されていることが多い。2006年1月27日に、全6巻のDVD-BOXと、各話単品DVDが発売された。このほか、パート1～5についてはVHSビデオも発売されているが、パート6はDVDのみの販売となっている。
パート1～6で長らくロケ使用された帝国金融が入居する雑居ビルは、フジ系列準キー局である関西テレビの旧西天満本社ビル（後のデジタルエイトビル、老朽化により2011年解体）の隣の区画に2005年頃まで存在していたが、現在は解体され、跡地は別のビルに建て替っている。また、パート6制作後に金子高利（帝国金融社長）役の緒形拳と明石三郎役の左右田一平、新山光雄役の斎藤晴彦が逝去した。
2015年1月24日に「土曜プレミアム」枠で10年ぶりに復活。タイトルも『新ナニワ金融道』として新レギュラーも加わる。上述のように3人が鬼籍に入ったことにより、パート4で暖簾分け・独立した設定（パート6ではまた部長として戻っている）の高山が社長として復帰、元木が2番目の序列となっている。この『新ナニワ金融道』制作後に高山和夫役の綿引勝彦が逝去した。なお、中居は2025年1月に芸能界引退を発表したため、この復活版が最後のテレビドラマの仕事・主演となった。

### キャスト（テレビドラマ）

#### レギュラー
- 灰原 達之 - 中居正広
- 桑田 澄男 - 小林薫
- 金子 高利 - 緒形拳[30]
- 高山 和夫 - 綿引勝彦[注 4]
- 泥沼 亀之助 - 梶原善
- 元木 清 - 六角精児
- 明石 三郎 - 左右田一平

#### ナニワ金融道 1
- 高橋 正子 - 深津絵里
市役所勤務の公務員。親の借金返済を肩代わりし、消費者金融から融資を重ねる。
- 高橋 源次 - 大塚周夫
会社の運転資金の為、帝国金融から借金をする。
- 源次の妻 - 池田道枝
- 正子の上司 - 小林すすむ
- 孫請 国正 - 花沢徳衛
会社の運転資金の為、帝国金融から借金をしているが不渡りを出す。
- 孫請の妻 - 槇ひろ子
- カスリ金融社長 - 木場勝己
- 槙原 節子 - 岡崎葉
- 猫田 茂 - 坂俊一
市役所の財務局第一課長。古井の父親には出世の恩があり、古井の借金の連帯保証人になる。
- 甲守 安夫 - 西川のりお
猫田の上司で市役所の建設局局長。古井の借金の連帯保証人になる。
- 大手 一郎 - 桂三枝
古井の対抗馬として市議会選挙に立候補している候補者。資金力がある。
- 古井 富士子 - 室井滋
父親の地盤を引き継いで市議会議員当選を目指す候補者。呉服店経営。

#### ナニワ金融道 2
- 三宅 律子 - 篠原涼子
背口の運送会社社員で、背口の彼女。背口とともに青田の連帯保証人になる。
- 青田 久子 - もたいまさこ
運送業経営者。借金担保の為に登記簿謄本を偽造し、帝国金融と背口を騙す。
- 背口 光雄 - 羽場裕一
元は青田の運送会社社員。独立して自らが経営者となるも、青田に恩があり保証人になってしまう。
- 猿又 - 小野武彦
借金返済の為に律子が働くこととなる風俗店の支配人。
- スナックのママ - 木の実ナナ
金子社長とは馴染で、借金返済の為にソープ嬢として働いていた過去がある。
- 水田 信夫 - 徳井優
帝国金融の取り立てが来て、初めて光代の借金を知る。
- 水田 光代 - 菜木のり子
ネズミ講にはまり、帝国金融から借金をする。
- 早川 幸美 - 角田智美
- 大阪の若者 - ウルフルズ
カメオ出演。街頭で怪しいドリンクを配っている。
- 羽目 太郎 - 京本政樹
モグリの先物取引会社の営業マン。三宮を騙し追証地獄に引きずり込む。
- 洞 富貴雄 - 月亭八方
部下である羽目と共に三宮を騙す。
- 三宮 玲子 - 冨士眞奈美
三宮損得の妻で夫に厳しい。
- 三宮 損得 - 伊東四朗
職業は小学校の教頭。羽目に騙され、先物取引にはまってしまう。

#### ナニワ金融道 3
- 篠崎 みどり - 石田ひかり
- 軽薄 一郎 - 佐藤B作
- 清水 好美 - 金田明夫
- 軽薄 篤子 - 円城寺あや
- 飯島 悦史 - 宇梶剛士
- 川田 京子 - 白石ひとみ
- 清水 和枝 - 町野あかり
- 悪徳 栄 - 藤木孝
- 難波 銀子 - 浅野ゆう子

#### ナニワ金融道 4
- 山川 しのぶ - 瀬戸朝香
- 新山 光雄 - 斎藤晴彦
- 悪徳 栄 - 藤木孝
- 末期 近志 - 宇崎竜童
- 浦切 穴男 - 國村隼
- 栗尾 英二 - 芦屋小雁
- 金箔 為吉 - 大杉漣
- 山川 義郎- 笹野高史
- しのぶの母 - 田根楽子
- 本橋 伸一 - 酒井敏也
- 善本 大三郎 - 花紀京
- 落振 尼子 - いしだあゆみ

#### ナニワ金融道 5
- 志摩 奈々子 - 加藤あい
- 新山 高次 - 斎藤晴彦
- 中井 洋子 - 宗政美貴
- 清潔 純子 - 山咲千里
- トオル - 鳥羽潤
- ホストクラブ「男塾」店長 - 永澤俊矢
- 阿部医師 - チャーリー浜
- 防犯課長 - 原哲男
- 赤貝銀行本店室長 - 板尾創路
- アカ信ファイナンス次長 - 小松政夫
- 肉欲 棒太郎 - 堤真一

#### ナニワ金融道 6
- 市村 朱美 - 池脇千鶴
- 小宮 小枝 - 鈴木えみ
- 浴田 山海 - 段田安則
- 宗像 哲三 - 坂田利夫
- 橋田 珠子 - 鈴木砂羽
- 渋谷 太一 - 要潤
- 竹下 稔 - トータス松本
- 鈴木 六郎 - ぼんちおさむ
- 佐々木 一馬 - 田中哲司
- 刈谷 秀夫 - 田中要次
- 内田 圭子 - 映美くらら
- 川田 雅彦 - 弓削智久
- 振り返る通行人 - 岡村隆史
- 風俗店のオーナー - 島田洋八
- 古井の客 - ほんこん
- 熊田 高次 - 山内圭哉
- 司会者 - ぜんじろう
- 三宅 律子 - 篠原涼子（友情出演）
- クラブのボーイ - 笑福亭鶴瓶（友情出演）
- 棚口 肇 - 陣内孝則（友情出演）
- 竹下 樹理 - 高岡早紀
- 古井 富士子 - 室井滋

#### 新ナニワ金融道
- 孫野手 洋子 - 蓮佛美沙子
- 雨宮 利加子 - 桜庭ななみ
- 大平 隼人 - 菊池風磨
- 権藤 二郎 - 皆川猿時
- 典子の実母・敏江 - 鷲尾真知子
- 小骨 正一 - 小松利昌
- 神谷 伍郎 - テイ龍進
- 黒住 健太 - 久保田悠来
- 大貫 一郎 - 市川しんぺー
- 大貫 セツ子 - 伽代子
- 「チクリ商事」主任 - 佐藤恒治
- 赤猫 正志 - すっちー
- ムネ - 段丈てつを
- 小骨 典子 - 小池栄子
- 孫野手 建造 - 斎藤洋介
- 松野 公吉 - 佐藤二朗
- 鷲野 悶屋蔵 - 麿赤兒
- キャッシュバックの男 - 千原せいじ
- 大貫 マサユキ - 増田怜雄
- 白石 富生 - 草彅剛[31]
- 土壺 京一 - ユースケ・サンタマリア

### スタッフ（テレビドラマ）
- 原作 - 青木雄二『ナニワ金融道』（講談社『モーニングKC』刊）
- 脚本 - 君塚良一
- 演出 - 河毛俊作（パート1・3・4・新）、石坂理江子（パート2）、澤田鎌作（パート5）、平野眞（パート6）
- 音楽 - 鴨宮諒
- 主題歌 - ウルフルズ「借金大王」（東芝EMI）
- プロデュース - 山口雅俊（パート1〜6）、河毛俊作（パート2・6・新）、古屋建自（パート6）、後藤博幸（新）
- 制作 - フジテレビドラマ制作センター
- 制作著作 - フジテレビ

### 放送日程
| 各回                                   | 放送日        | 脚本     | 演出       | 視聴率 |
| -------------------------------------- | ------------- | -------- | ---------- | ------ |
| ナニワ金融道 1                         | 1996年2月16日 | 君塚良一 | 河毛俊作   | 17.3%  |
| ナニワ金融道 2                         | 1996年10月8日 | 君塚良一 | 石坂理江子 | 19.2%  |
| ナニワ金融道 3                         | 1998年1月5日  | 君塚良一 | 河毛俊作   | 25.3%  |
| ナニワ金融道 4                         | 1999年4月30日 | 君塚良一 | 河毛俊作   | 19.8%  |
| ナニワ金融道 5                         | 2000年9月25日 | 君塚良一 | 澤田鎌作   | 20.3%  |
| ナニワ金融道 6                         | 2005年1月3日  | 君塚良一 | 平野眞     | 17.1%  |
| 新ナニワ金融道                         | 2015年1月24日 | 君塚良一 | 河毛俊作   | 13.8%  |
| 視聴率は関東地区・ビデオリサーチ社調べ |               |          |            |        |

### 関連商品（テレビドラマ）
DVD
- ナニワ金融道 DVD-BOX <6枚組／初回生産限定版>（2006年1月27日発売、ポニーキャニオン）
- ナニワ金融道 1〜6 DVD（2006年1月27日発売、ポニーキャニオン）

VHS
- ナニワ金融道 1 VHS（1996年2月21日発売、ポニーキャニオン）
- ナニワ金融道 2 VHS（1996年12月20日発売、ポニーキャニオン）
- ナニワ金融道 3 VHS（1998年3月18日発売、ポニーキャニオン）
- ナニワ金融道 4 VHS（1999年8月18日発売、ポニーキャニオン）
- ナニワ金融道 5 VHS（2000年12月20日発売、ポニーキャニオン）

## 映画（2005年）
『劇場版 ナニワ金融道 灰原勝負! 起死回生のおとしまえ!!』のタイトルで、2005年7月2日より劇場公開された。主演は杉浦太陽。

### キャスト（2005年）
- 灰原達之：杉浦太陽
- 桑田澄男：杉本哲太
- 扇田市郎太：豊原功補
- 木之内みゆき：鈴木紗理奈
- 篁悟：生瀬勝久
- 金子高利：津川雅彦
- 片桐はいり
- 月亭可朝
- 山田雅人
- 田中章
- 長江英和
- 長友：春田純一
- 螢雪次朗
- 梅沢昌代
- 古井藤四郎：石田太郎

Special Thanks
- オール巨人
- 南方英二
- 山根伸介
- 原哲男
- 前田五郎
- 桂きん枝
- 上方よしお
- 太平シロー
- 辻イト子
- チャド・マレーン
- レツゴー正児
- 赤井英和（友情出演）
- チュー：左とん平（特別出演）

### スタッフ（2005年）
- 原作：青木雄二『ナニワ金融道』（講談社『モーニングKC』刊）
- 監督・脚本：茅根隆史
- 音楽：梅田凡乃
- 編曲：吉川清之
- 主題歌：水元秀二郎「一☆番星」（日本コロムビア）
- 挿入歌：水元秀二郎「愛してたんや」（日本コロムビア）
- プロデューサー：松本朋丈
- ラインプロデューサー：岩本勤
- 撮影：越智宏亮
- 照明：富樫広典
- 美術：藤原慎二
- 装飾：鈴木清倫
- 録音：横野一氏工
- 編集：平澤政吾
- 記録：皆川悦子
- VE：石上正治
- 助監督：杉山嘉一
- キャスティング：山口正志
- 企画協力：浅尾典彦（夢人塔）
- 制作担当：大内裕
- 製作統括：松下順一
- 制作プロダクション：COCOON
- 製作：「ナニワ金融道 灰原勝負! 起死回生のおとしまえ!!」製作委員会
- 配給：アートポート

## 映画（2022年）
令和アウトローレーベル第1弾作品。2022年11月25日より3週連続3話劇場公開された。主演は高杉真宙。
- 上映期間
  - 第一話『ナニワ金融道〜灰原、帝国金融の門を叩く!〜』（2022年11月25日 - 12月1日）
  - 第二話『ナニワ金融道〜銭と泪と権利と女〜』（2022年12月2日 - 12月8日）
  - 第三話『ナニワ金融道〜大蛇市マネーウォーズ〜』（2022年12月9日 - 12月15日）
- 2022年12月16日よりDMM TV配信（令和アウトローレーベル）

### キャスト（2022年）
- 灰原達之：高杉真宙
- 桑田澄男：加藤雅也
- 高橋正子：早織
- 清水好美：仁科貴
- 川田京子：柳ゆり菜
- 林田功作：波岡一喜
- 古井藤四郎：山西惇
- 高橋健一：河屋秀俊
- 泥沼亀之助：水間ロン
- 清水好美：仁科貴
- 猫田広海：坂口涼太郎
- 甲守安夫：中村元気
- 大手一郎：中村靖日
- 徳井優
- 本宮泰風
- 土平ドンペイ
- 上原善子：桜まゆみ
- 元木大介：阿部亮平
- 高山和夫：赤井英和
- 金畑金三：宇崎竜童

### スタッフ（2022年）
- 原作：青木雄二『ナニワ金融道』（講談社『モーニングKC』刊）
- 監督・脚本：藤澤浩和
- 企画協力：青木雄二プロダクション
- 製作：英田理志、人見剛史、五老剛
- エグゼクティブプロデューサー：鈴木祐介、飯田雅裕
- プロデューサー：三木和史、河野博明
- 音楽：MOKU
- 主題歌：ウルフルズ「借金大王 V」（Getting Better）
- 撮影：西村博光（J.S.C）
- 照明：金子康博
- 録音：小川武
- 編集：山田佑介
- 美術：黒田享大
- 装飾：吉際健
- 衣裳：後原利基
- ヘアメイク：戸田萌子
- 音響効果：橋本正明
- 助監督：水波圭太
- 製作担当：金子堅太郎
- 制作プロダクション：ビデオプランニング
- 製作：TIME、ライツキューブ、朝日新聞社
- 配給：ティ・ジョイ
- 製作・幹事：TIME

## ゲーム

### コンシューマーゲーム
ナニワ金融道を題材としたコンピュータボードゲーム『ナニワ金融道 青木雄二の世間胸算用』がPlayStationで2001年7月19日に講談社より発売された。
電撃PlayStationソフトレビューでは65、75の135点。レビュアーは職業や精神状態によってルーレット速度が変わるのは一風変わっていて楽しい、借金をいつまでたっても返し切れないのはリアルで怖くて別の借金を背負わされるイベントなど独特の雰囲気に興味があるなら楽しめるとしたが、返済のためにマップを周るのが遅くなってテンポが悪い、プレイ時間が分かりにくい、グラフィックの使い回しが目立つとした。
システムデザインの手塚一郎は自分がボードゲームは他人の番のときは待つとき暇なためあまりやらないことから、他人の番のときどうするか重要になるものを作ろうとしたが、プレイヤーにはあまり伝わらなかったと述べている。また、4人プレイを勧めて1人ではやってはいけないとしている。

### モバイルゲーム
ナニワ金融道を題材としたシミュレーションゲーム『ナニワ金融道』がモバイルゲーム（携帯電話ゲーム）にて講談社モバイルコンテンツのi講談社にて配信された。

## 備考
帝國金融では、社用車にメルセデス・ベンツの560SELを2台使用している。ナンバーは「893」と「884」の2台が存在する。「893」はよく灰原が運転しており、物語中盤からは、自動車電話が装備された。
本作と同じ週刊モーニングで連載していた『はるか17』8巻act79にて、CMの違約金返済のために社長が「帝国金融」に入ろうとして、桑田と思わしき人間（パンチパーマ、柄物スーツ…）とニアミスをしている。